# ハーパー郡 (オクラホマ州)
ハーパー郡（英: Harper County）は、アメリカ合衆国オクラホマ州の西部に位置する郡である。2010年国勢調査での人口は3,685人であり、2000年の3,562人から3.5％増加した。郡庁所在地はバッファロー町（人口1,299人）であり、同郡で人口最大の自治体はラバーン町（人口1,344人）である。

## 地理
アメリカ合衆国国勢調査局に拠れば、郡域全面積は1,041平方マイル (2,696.2 km2)であり、このうち陸地は1,039平方マイル (2,691.0 km2)、水域は2平方マイル (5.2 km2)で水域率は0.19％である。

### 主要高規格道路
- アメリカ国道64号線
- アメリカ国道183号線
- アメリカ国道270号線
- アメリカ国道283号線
- アメリカ国道412号線
- オクラホマ州道3号線
- オクラホマ州道34号線
- オクラホマ州道46号線
- オクラホマ州道1493号線

### 隣接する郡
- コマンチ郡 (カンザス州) - 北東
- ウッズ郡 - 東
- ウッドワード郡 - 南東
- エリス郡 - 南
- ビーバー郡 - 西
- クラーク郡 (カンザス州) - 北西

## 人口動態

人口ピラミッド

以下は2000年の国勢調査による人口統計データである。
| 基礎データ - 人口: 3,652人 - 世帯数: 1,509 世帯 - 家族数: 1,030 家族 - 人口密度: 1人/km2（3人/mi2） - 住居数: 1,863軒 - 住居密度: 1軒/km2（2軒/mi2） 人種別人口構成 - 白人: 95.87% - アフリカン・アメリカン: 0.03% - ネイティブ・アメリカン: 0.93% - アジア人: 0.08% - 太平洋諸島系: 0.03% - その他の人種: 2.36% - 混血: 0.70% - ヒスパニック・ラテン系: 5.64% 年齢別人口構成 - 18歳未満: 23.3% - 18-24歳: 6.4% - 25-44歳: 23.4% - 45-64歳: 25.2% - 65歳以上: 21.7% - 年齢の中央値: 43歳 - 性比（女性100人あたり男性の人口） - 総人口: 96.6 - 18歳以上: 95.2 | 世帯と家族（対世帯数） - 18歳未満の子供がいる: 28.0% - 結婚・同居している夫婦: 58.6% - 未婚・離婚・死別女性が世帯主: 6.5% - 非家族世帯: 31.7% - 単身世帯: 29.2% - 65歳以上の老人1人暮らし: 15.6% - 平均構成人数 - 世帯: 2.33人 - 家族: 2.87人 収入と家計 - 収入の中央値 - 世帯: 33,705米ドル - 家族: 40,907米ドル - 性別 - 男性: 27,896米ドル - 女性: 20,784米ドル - 人口1人あたり収入: 18,011米ドル - 貧困線以下 - 対人口: 10.2% - 対家族数: 7.1% - 18歳未満: 15.9% - 65歳以上: 4.0% |

## 町
| - バッファロー - 郡庁所在地 - ドービースプリングス - ラバーン | - メイ - ロストン - セルマン |